# Ваймар
Ваймар (на немски: Weimar) е град в провинция Тюрингия, Германия.

## География
Разположен е близо до планината Тюрингер Валд и градовете Ерфурт, Йена, Хале. Населението му се състои от 64 481 души към 31 декември 2006 г.

## История
Най-ранните сведения за града са от 899 г. След Първата световна война тук се създава новата конституция на Германия, отменяща монархията и Германската империя. От името на града произхожда наименованието Ваймарска република, отнасящо се за германската държава в периода 1919 – 1933 г.

## Административно деление
- Ехрингсдорф (Ehringsdorf)
- Габерндорф (Gaberndorf)
- Гелмерода (Gelmeroda)
- Холцдорф (Holzdorf)
- Легефелд (Legefeld)
- Нидергрунщед (Niedergrunstedt)
- Оберваймар (Oberweimar)
- Посендорф (Possendorf)
- Шьондорф (Schöndorf)
- Зюсенборн (Süßenborn)
- Таубах (Taubach)
- Тифурт (Tiefurt)
- Трьобсдорф (Tröbsdorf)

## Забележителности

### Театър и оркестър
Националният театър и Държавният оркестър Ваймар са най-важните културни институции. Те разполагат с общо 6 сцени в града.

### Дворци и паркове
От епохата на Средновековието Ваймар притежава Градския дворец (Stadtschloss), който е обновяван многократно.
От времето на Ваймарската класика е дворецът „Витумспале“ (Wittumspalais), в който херцогиня Анна Амалия е прекарала последните си години.
Дворецът и паркът Белведере, намиращи се извън града, са първоначално лятна резиденция на ваймарските князе.
Особена роля са играли дворецът и паркът Тифурт (Tiefurt) като любима резиденция на Анна Амалия и място за сбирките на нейния литературно-музикален кръжец.
Също и дворецът и паркът Етерсбург (Ettersburg) са играли подобна роля по онова време и са част от Фондация „Класика във Ваймар“.

### Дом на Лист
Домът на Лист във Ваймар е използваният сега като музей предишен жилищен дом на композитора и пианист Ференц Лист във Ваймар. Той се намира на „Мариенщрасе“, южно от центъра на Ваймар.
Домът е построен през 1798/99 за жилище и канцелария на придворните градинари на херцога. Плановете на дома изготвя Рудолф Щайнер, придворен архитект. По-късно от отсрещната страна на улицата е построена подобна къща и двете сгради, които тогава са били на южния край на града, образували един вид „входна порта“ към града.
През 1869 г. великият херцог Карл Александър предоставя горния етаж на дома на Ференц Лист, който прекарва няколко месеца годишно тук, докато през останалото време пребивава в Рим и Будапеща.
След смъртта на Лист на 31 юли 1886 г., Карл Александър разпорежда горният етаж на сградата да се използва за музей. Роялът, предоставен на Лист от фирмата-производител „Бехщайн“ за ползване, е подарен като музеен експонат от Карл Бехщайн. След 1918 г. Домът на Лист става собственост на провинция Тюрингия.
По време на Втората световна война домът е пострадал силно. През 50-те години на XX век се прави основен ремонт на сградата, като продължава да бъде музей на Лист. В долния етаж на сградата има постоянна изложба, посветена на живота и творчеството на Лист, обновена през 2006 г. През 2010 – 2011 се обновяват историческите помещения на горния етаж и се извършва подновяване на покрива и фасадата на дома.
Недалеч от Дома на Лист, в „Парка на Илм“, се намира паметникът на Лист от бял мрамор, издигнат през 1902 г. с автор скулпторът Херман Хан.
- Исторически фотографии
- Домът на Лист около 1900
- Страничен изглед с входа (1959)
- Изглед от улицата (1986)

## Известни личности
Родени
- Карл Цайс (1816 – 1888), оптик
- Херберт Крьомер (р. 1928), физик
- Шарлоте фон Щайн (1742 – 1827), аристократка

Починали
- Йохан Волфганг фон Гьоте (1749 – 1832), писател и философ
- Фридрих Ницше (1844 – 1900), философ
- Фридрих Шилер (1759 – 1805), писател
- Йохан Непомук Хумел (1778 – 1837), композитор, пианист